# Traben-Trarbach
Traben-Trarbach là một xã ở huyện Bernkastel-Wittlich, trong bang Rheinland-Pfalz, Đức. Traben-Trarbach nằm bên sông Moselle, cự ly khoảng 15 km về phía đông Wittlich và 5 km về phía đông bắc Bernkastel-Kues.
Traben-Trarbach là thủ phủ của liên xã ( Verbandsgemeinde') Traben-Trarbach.
Thị xã này kết nghĩa với Wangen bei Olten ở Thuỵ Sĩ và Selles-sur-Cher ở Pháp.

## Địa lý

### Vị trí địa lý
Traben-Trarbach nằm cách Trier khoảng 40 km về phía đông bắc và cách Koblenz khoảng 60 km về phía tây nam trong thung lũng Trung Mosel; phía bắc của thành phố là Moselschleifenberg Mont Royal. Sân bay Hahn ở Hunsrück cách khoảng 10 km (đường chim bay) theo hướng đông. Khu vực xã có tổng diện tích 3135 ha với tỷ lệ rừng lớn. Điều này làm cho Traben-Trarbach trở thành thành phố lớn nhất ở Trung Mosel về diện tích.
Phường Traben nằm bên trái sông Mosel dưới chân pháo đài cũ Mont Royal và Trarbach ở bên phải sông ở phía Hunsrück. Hai phần của thành phố được nối với nhau bằng một cây cầu. Trong khi Traben chiếm một khu vực rộng lớn bên bờ sông Mosel, Trarbach trải dài giữa những ngọn núi khá dốc, đặc biệt là khi vào thung lũng Kautenbach. Trong thung lũng đó một nguồn nước ở làng Bad Wildstein, nước ở đó trồi lên từ phiến đá nằm sâu dưới lòng đất với nhiệt độ 33 ° và được sử dụng trong bể tắm nước nóng.

### Các làng trong xã
Xã gồm có các làng Kautenbach, Bad Wildstein, Traben-Trarbach, Corveyer Werth, Dollschied, Fischteiche, Gonzlay, Gräffsmühle, Haus Corveyer Wäldchen, Haus Kallenborn, Hödeshof, Litzig, Rißbach, Starkenburgermühle, Wolf, Evangelischer Jugendhof Martin Luther King và Koppelberg.

## Quang cảnh và kiến trúc đáng thăm viếng

### Kiến trúc

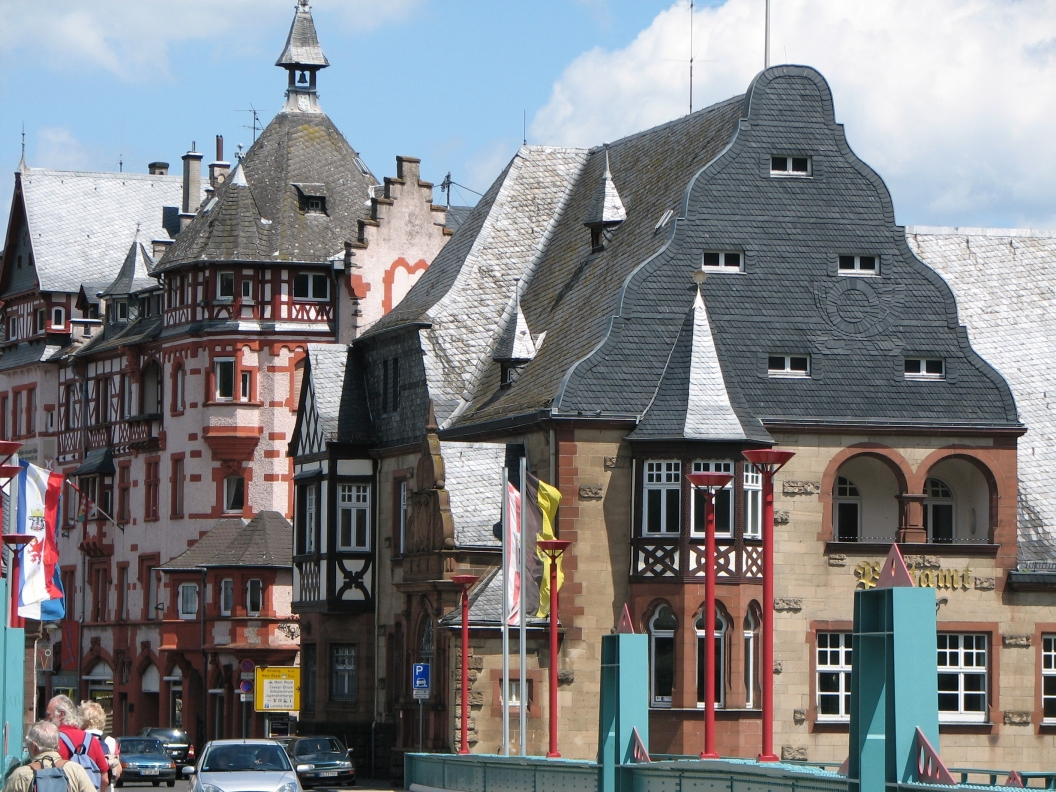
Traben: Bưu điện và Lorettahaus
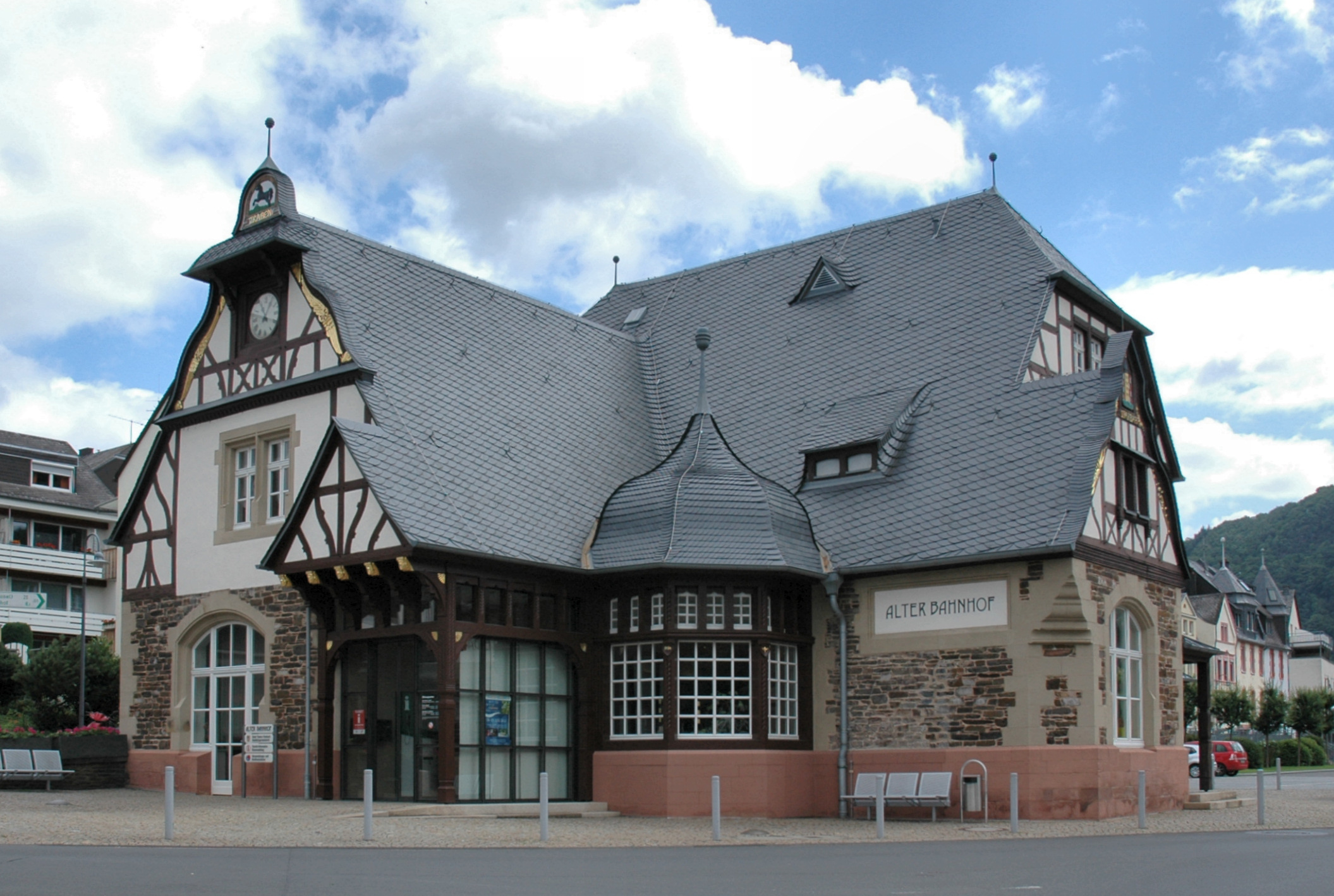
Nhà ga cũ ở Traben
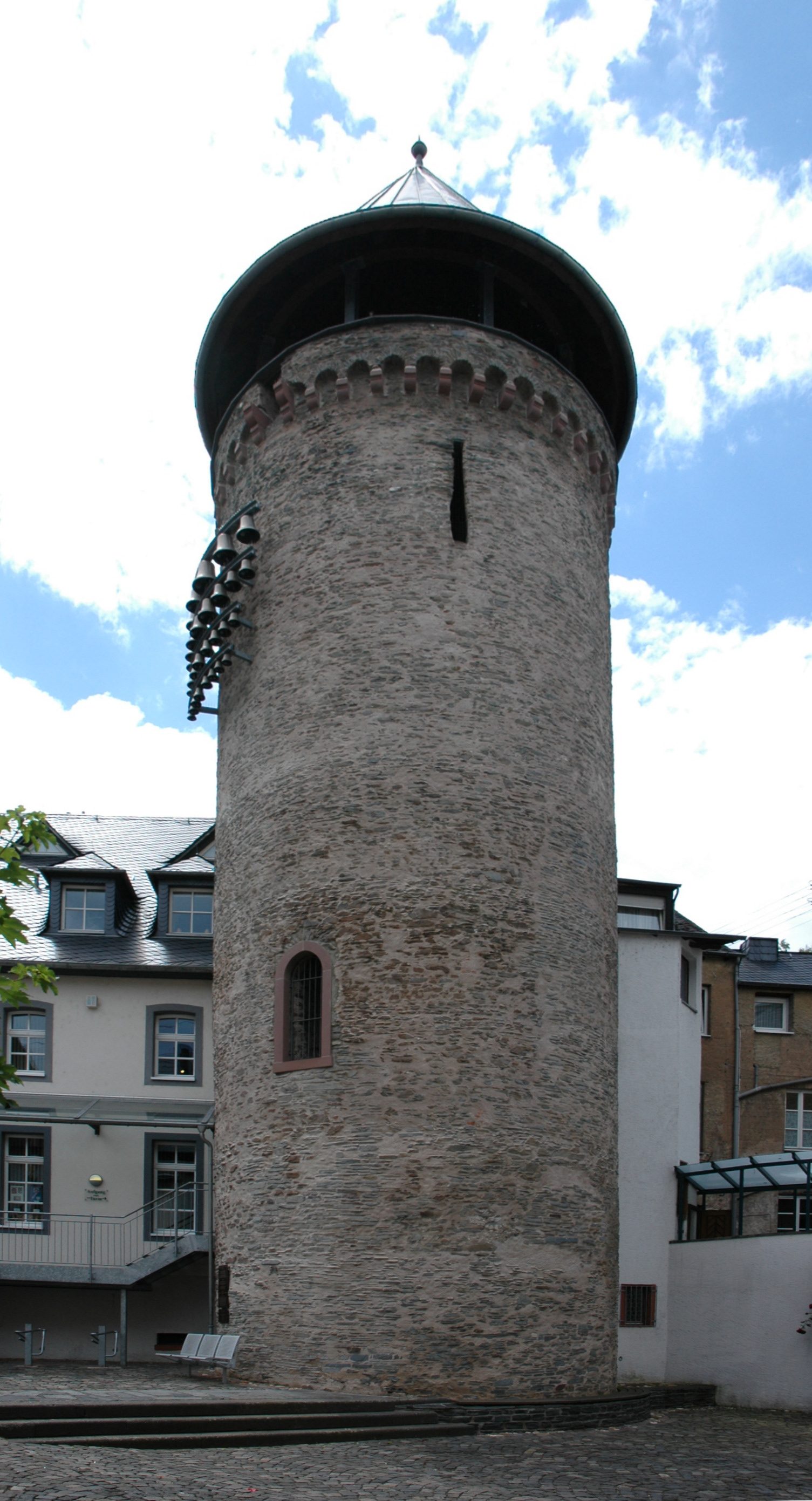
Tháp thành phố với Haus der Ikonen (links)
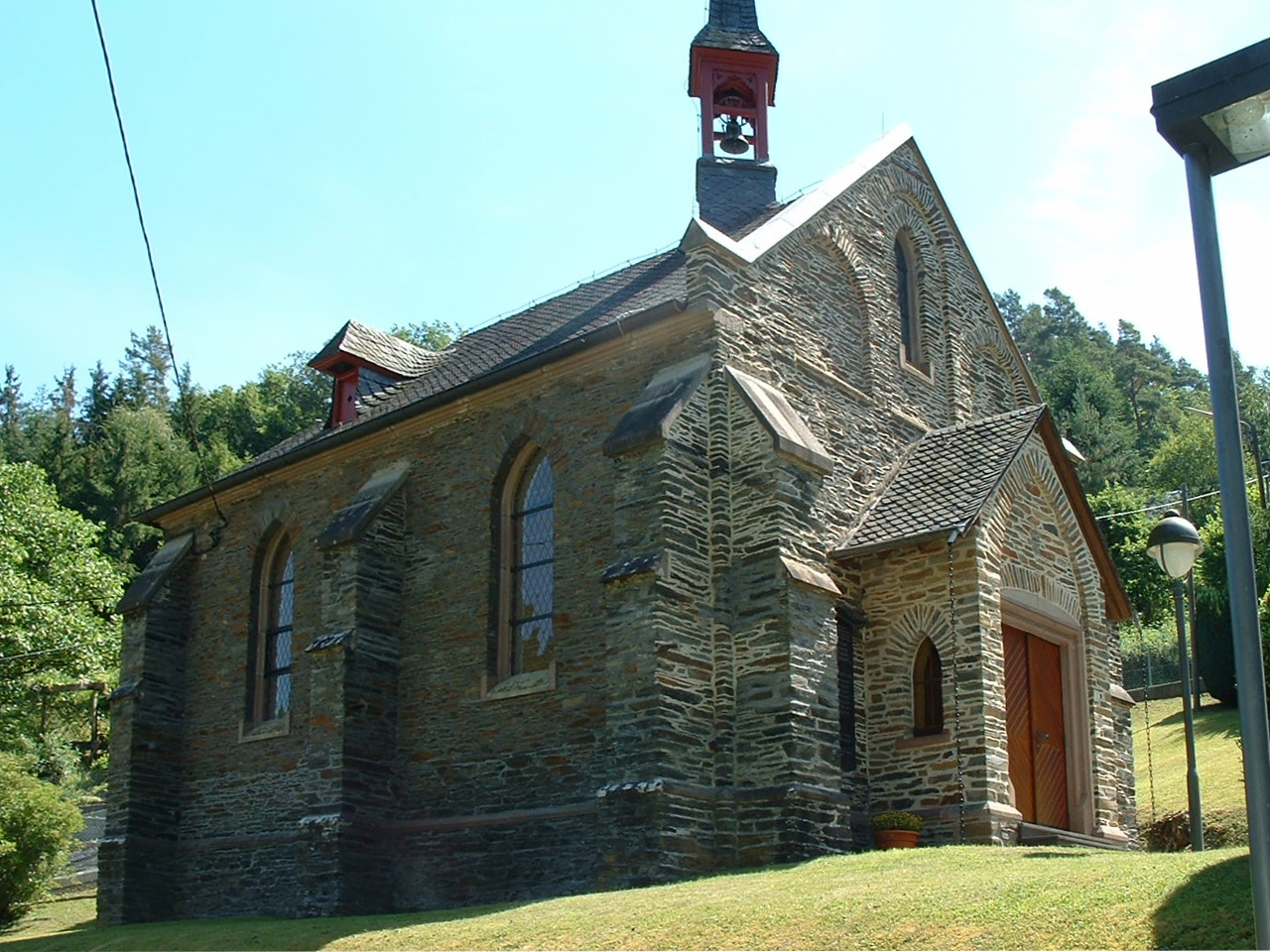
Nhà thờ Tin lành Kautenbach
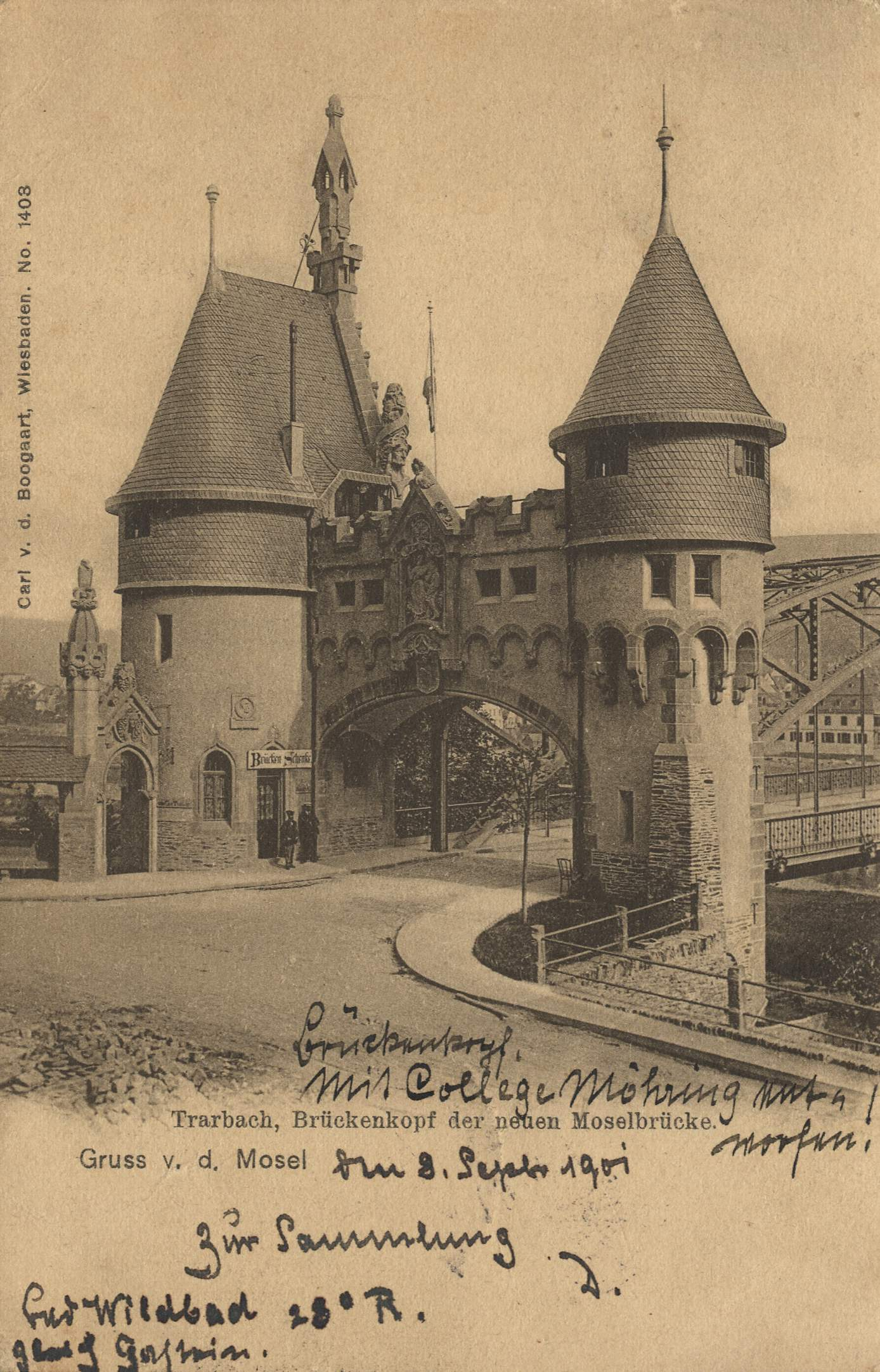
Brückentor 1901
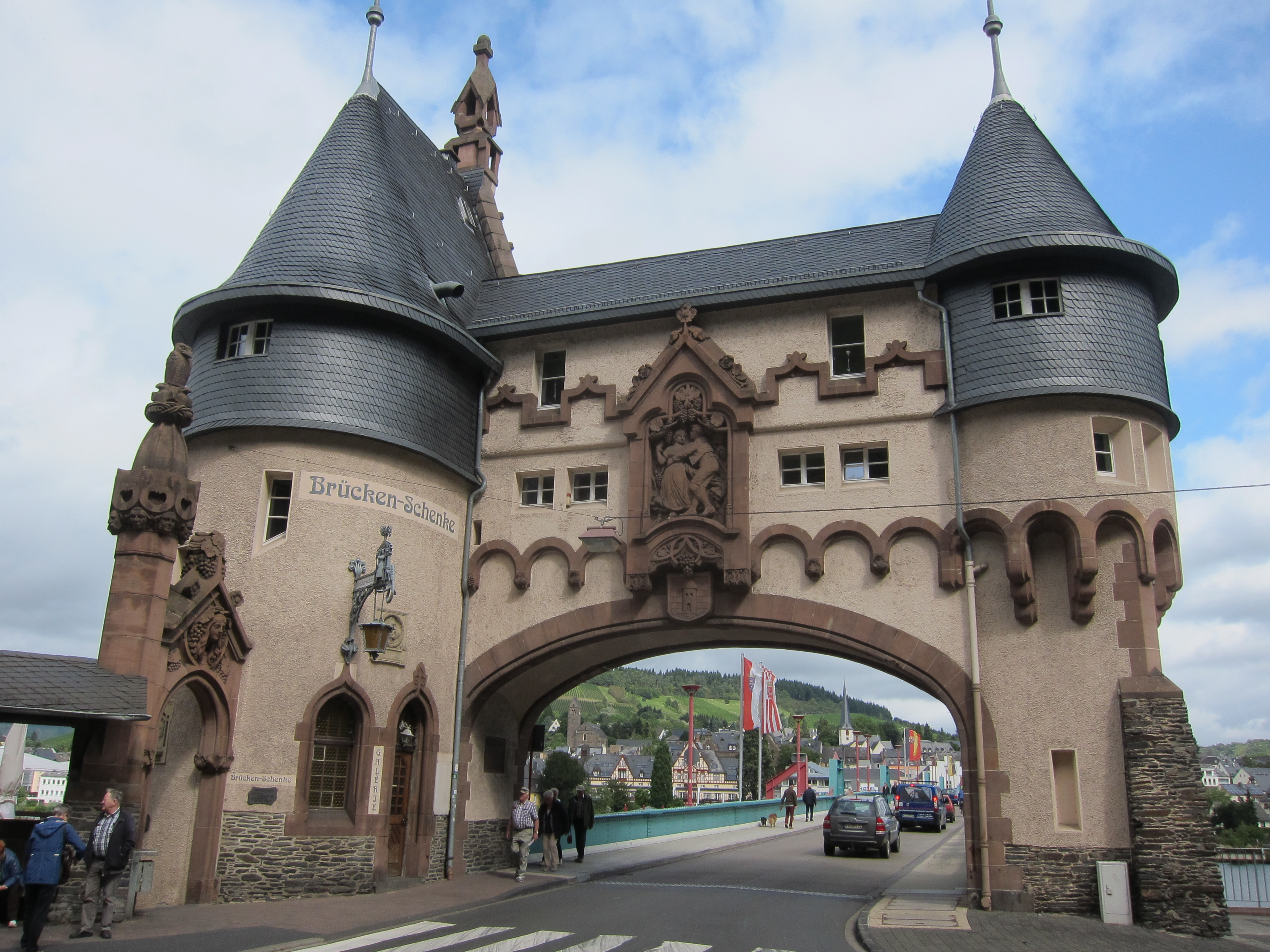
Das Brückentor từ phía nam